# Luka Perković (književnik)
Luka Perković (21. siječnja 1900. – 5. lipnja 1948.) hrvatski književnik
Rođen je 21. siječnja 1900. u Malom Kutu pokraj Križpolja. Osnovnu školu završava u Križpolju, nakon čega su ga roditelj poslali u sjemenište. On međutim prelazi u državnu gimnaziju gdje se tijekom školovanja sam uzdržavao. Bio je to tegoban život učenika koji se izdržavao davanjem instrukcija slabijim učenicima, obavljanjem raznovrsnih poslova, prehranjivanjem u sirotinjskoj kuhinji i sl.U gimnaziji je dobio tuberkulozu. Na Filozofskom fakultetu upisuje studij povijesti i zemljopisa, uči strane jezike te se od 1919. godine javlja u književnim časopisima, proznim i poetskim prilozinma. Po završetku studija, zapošljava se kao gimnazijski profesor u Varaždinu, pa zatim u Zagrebu. Uređuje časopise "Suvremenik" i "Književnik", izdaje jednu knjigu novela i jednu poezije. Tada se i razbolio. Nakon oporavka u sanatoriju na Medvednici, biva izabran za prvog poslijeratnog predsjednika Društva književnika Hrvatske. No bolest se vratila, pa je Luka Perković umro 5. lipnja 1948. godine u Klenovniku kod Ivanca gdje je i pokopan. Dvije godine kasnije, njegovi posmrtni ostatci prevezeni su u Zagreb na Mirogoj. Njegovo ime danas nosi brinjska osnovna škola.
S deset je pjesama zastupljen u antologiji hrvatske lirike Između dva rata, objavljene 1942. u Zagrebu.
Ističe se njegova domoljubna pjesma Naša pjesma iz 1935. godine.

## Nepotpun popis djela
- Književnik 1928.
- Zgoda s drugoga svijeta 1929.
- Drugovanje s tišinom 1938.
- "Škrinja" ( 1935.)